# 呂号第二十二潜水艦
|          |                                                                          |
| 艦歴     |                                                                          |
| 計画     | 大正7年度計画                                                            |
| 起工     | 1921年1月20日                                                            |
| 進水     | 1921年10月15日                                                           |
| 就役     | 1922年10月10日                                                           |
| 除籍     | 1934年4月1日                                                             |
| 性能諸元 |                                                                          |
| 排水量   | 基準：740トン 常備：771.8トン 水中：996.8トン                            |
| 全長     | 70.1m                                                                    |
| 全幅     | 6.12m                                                                    |
| 吃水     | 3.70m                                                                    |
| 機関     | ズルツァー式2号ディーゼル2基 電動機、2軸 水上：2,600馬力 水中：1,200馬力 |
| 速力     | 水上：16.5kt 水中：8.5kt                                                 |
| 航続距離 | 水上：10ktで6,000海里 水中：4ktで85海里                                  |
| 燃料     | 重油：75トン                                                             |
| 乗員     | 46名                                                                     |
| 兵装     | 28口径8cm高角砲1門 45cm魚雷発射管 艦首4門、舷側2門 魚雷10本              |
| 備考     | 安全潜航深度：45.7m                                                      |

呂号第二十二潜水艦（ろごうだいにじゅうにせんすいかん）は、日本海軍の潜水艦。呂十六型潜水艦（海中3型）の7番艦。竣工時の艦名は第四十潜水艦。

## 艦歴
1921年（大正10年）1月20日、横須賀海軍工廠で起工。1921年（大正10年）10月25日進水。1922年（大正11年）10月10日竣工。竣工時の艦名は第四十潜水艦、二等潜水艦に類別。1924年（大正13年）11月1日、呂号第二十二潜水艦に改称。1934年（昭和9年）4月1日に除籍。
呂十三型潜水艦より安全潜航深度が増大した他は大きな変更点はなかった。

## 歴代艦長
※艦長等は『日本海軍史』第9巻・第10巻の「将官履歴」及び『官報』に基づく。

### 艤装員長
- （心得）高須三二郎 大尉：1921年11月1日 - 12月1日
- 高須三二郎 少佐：1921年12月1日 - 1922年5月1日

### 艦長
- 高須三二郎 少佐：1922年5月1日 - 1923年12月1日
- （心得）佐藤勉 大尉：1923年12月1日 - 1925年12月1日
- 上条深志 少佐：1925年12月1日 - 1926年4月5日
- 佐藤勉 少佐：1926年4月5日 - 12月1日
- 石崎昇 少佐：1926年12月1日 - 1927年7月1日
- 林清亮 大尉：1927年7月1日[4] - 1928年12月15日[5]
- 遠藤敬勇 大尉：1928年12月15日[5] - 1930年4月1日[6]